# Kalapara
Kalapara è un sottodistretto (upazila) del Bangladesh situato nel distretto di Patuakhali, divisione di Barisal. Si estende su una superficie di 483,08 km² e conta una popolazione di 174.921 abitanti (dato censimento 1991).